# Manuela Macedonia

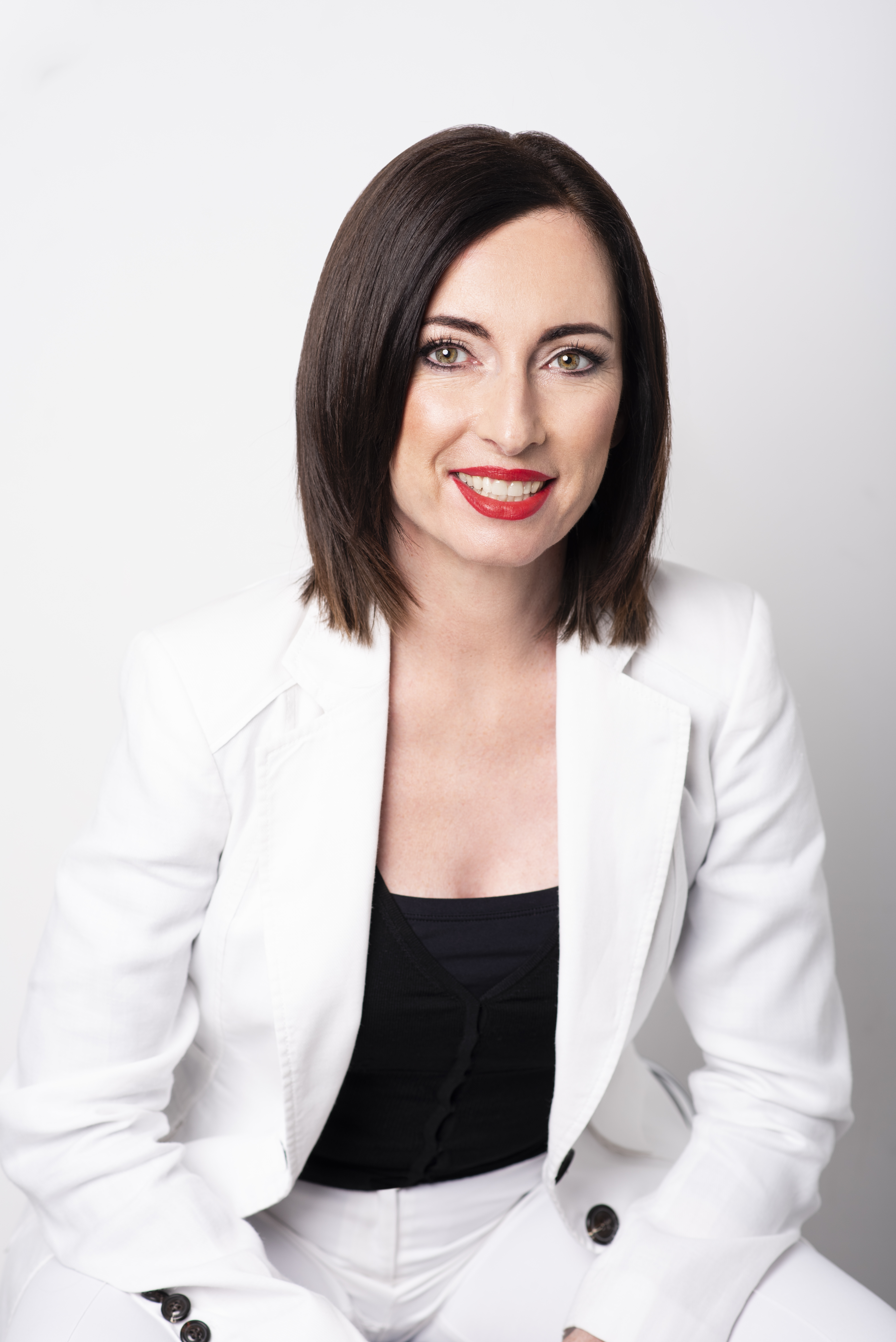
Manuela Macedonia (2019)

Manuela Macedonia, auch Manuela Macedonia-Oleinek (* 12. August 1963), ist eine italienische Neurowissenschaftlerin.

## Leben
Manuela Macedonia wuchs in Saint-Vincent im Aostatal auf. Nach dem Abitur in Italien studierte sie Allgemeine Linguistik und Deutsche Philologie an der Universität Salzburg, das Studium schloss sie 1990 als Magistra ab. Anschließend beschäftigte sie sich mit Methoden in der Fremdsprachenvermittlung und unterrichtete ihre Muttersprache Italienisch. 1999 begann sie an der Universität Salzburg ein Doktoratsstudium im Bereich Kognitionspsychologie und Angewandte Linguistik, 2003 promovierte sie dort bei dem Psychophysiologen Wolfgang Klimesch mit einer Dissertation zum Thema Fremdsprachen lernen und Gedächtnis.
Von 2007 bis 2011 war sie als Postdoktorandin am Max-Planck-Institut für Kognitions- und Neurowissenschaften in Leipzig, wo sie in der Gruppe von Angela D. Friederici unter anderem Experimente mit funktioneller Magnetresonanztomographie durchführte, um die Vorteile des sensomotorischen Lernens zu ermitteln. Seit 2012 ist sie an der Johannes Kepler Universität Linz tätig, zunächst als Postdoktorandin, seit 2016 als Senior Scientist, wo sie sich unter anderem mit Neuroinformationssystemen und der Entwicklung und Testung von Systemen beschäftigt, die Menschen bei Lernprozesse unterstützen sollen. Am Leipziger Max-Planck-Institut war sie von 2011 bis 2018 in der Forschungsgruppe Neuronale Mechanismen zwischenmenschlicher Kommunikation bei Katharina von Kriegstein als Associated Researcher tätig. Seit August 2019 wirkt sie in der Lise-Meitner-Forschungsgruppe „Kognition und Plastizität“ unter der Leitung von Gesa Hartwigsen. Hier beforscht Manuela Macedonia den Einfluss von Gesten auf das Sprachgedächtnis. An der Universität Wien hielt sie die Vorlesung Einführung in die kognitive Psychologie für LinguistInnen.

## Wissenschaftliche Arbeit
Manuela Macedonia ist eine Vertreterin des Embodiments: Danach sind kognitive Prozesse – darunter Sprache und Gedächtnis – als erfahrungsbasierte Netzwerke im Gehirn anzusehen und nicht als abstrakte Konstrukte des Geistes. In Verhaltensexperimenten konnte Macedonia zeigen, dass Gesten – gegenüber audiovisuellem Lernen –  die Behaltensleistung von Vokabeln in der Fremdsprache signifikant steigern. Dies ist darauf zurückzuführen, dass Gesten die Vokabeln mit starken sensomotorischen Netzwerken im Gehirn verbinden, welche die sprachliche Information gegen Verfall resistent machen.

## Wissenstransfer aus den Neurowissenschaften und Wissenschaftsjournalismus
Seit 2010 ist Manuela Macedonia im Wissenstransfer aus den Neurowissenschaften engagiert. In „Gehirn für alle“, einer bekannten Vortragsreihe im Ars Electronica Center in Linz bringt sie Laien aktuelles Wissen aus der kognitiven Neurowissenschaft nahe.
Macedonia schreibt regelmäßig für Gehirn und Geist populärwissenschaftliche Beiträge zum Thema Embodiment und Gedächtnis für Sprache. In der Tageszeitung Oberösterreichische Nachrichten verfasst sie monatlich die Kolumne „Mit Hirn und Herz“.
Der Titel Beweg dich! Und dein Gehirn sagt Danke: wie wir schlauer werden, besser denken und uns vor Demenz schützen wurde 2019 mit dem Buchhandelspreis Das goldene Buch für mehr als 15.000 verkaufte Exemplare ausgezeichnet und auf der Sachbuch-Jahresbestsellerliste des Hauptverbandes des Österreichischen Buchhandels (HVB) auf Platz sieben gereiht. Im Juni 2023 wurde das Buch anlässlich des Verkaufs von über 30.000 Exemplaren in Österreich mit dem Platinbuch des Hauptverbandes des Österreichischen Buchhandels ausgezeichnet.

## Publikationen (Auswahl)
- 1999: Sinn-voll Fremdsprachen unterrichten: ein praxisbezogener Leitfaden für den ganzheitlichen Fremdsprachenunterricht, mit Illustrationen von Lisa Plangger, Veritas-Verlag, Linz 1999, ISBN 978-3-7058-5408-6
- 2000: Sprachspiele: Tipps und Ideen zum Sprachenlernen., Veritas-Verlag, ISBN 978-3-7058-5617-2
- 2004: Fremdsprachen lernen und Gedächtnis: sensomotorisches Encodieren durch Voice-movement-Icons, Trauner-Verlag, Linz 2004, Dissertation, ISBN 978-3-85487-777-6
- 2014: Italienisch für den Beruf, Klett Sprachen 2014, ISBN 978-3-12-606975-5
- 2014: Gehirn für Einsteiger, gemeinsam mit Stefanie Höhl, mit Illustrationen von Klaus Pitter, ISBN 978-3-9503770-0-2
- 2014: Gehirn für Fortgeschrittene, gemeinsam mit Stefanie Höhl, ISBN 978-3-200-03253-8
- 2018: Beweg dich! Und dein Gehirn sagt Danke: wie wir schlauer werden, besser denken und uns vor Demenz schützen, Brandstätter-Verlag, Wien 2018, ISBN 978-3-7106-0260-3
- 2019: Runter vom Sofa! Die 365-Tage-Challenge, Brandstätter-Verlag, Wien 2019, ISBN 978-3-7106-0378-5
- 2021: Iss dich klug! Und dein Gehirn freut sich, Ecowin, Elsbethen 2021, ISBN 978-3-7110-0272-3
- 2024: Wellness für das Gehirn: Wie wir unserem Gehirn Gutes tun, unser psychisches Wohlbefinden steigern und unsere kognitiven Fähigkeiten stärken, edition a, Wien 2024, ISBN 978-3-99001-716-6